# Allsvenskan 2024
De Allsvenskan 2024 was het honderdste seizoen in de hoogste afdeling van het Zweedse voetbal, die werd opgericht in 1924. Het seizoen begon op 30 maart en eindigde op zondag 10 november 2024.
Malmö FF kroonde zich, net als in 2023, tot kampioen van Zweden. Voor de ploeg onder leiding van trainer-coach Henrik Rydström was het de 24ste landstitel in de historie. Malmö stelde de titel veilig tijdens de 28ste  speelronde. Daarin won het met 2-1 van IFK Göteborg. 
Kalmar FF en Västerås SK degradeerden rechtstreeks. Hun plekken worden volgend seizoen ingenomen door Degerfors IF en Östers IF. IFK Värnamo speelde zich via de play-offs tegen Landskrona BoIS, de nummer drie van de Superettan, veilig.
In de 240 gespeelde wedstrijden in de Allsvenskan werd in totaal 680 keer gescoord, goed voor een gemiddelde van 2,83 doelpunt per wedstrijd. De topscorerstitel ging dit seizoen naar Nikola Vasic van IF Brommapojkarna. Hij scoorde zeventien keer.

## Teams

### Stadions en locaties
| Team              | Locatie    | Stadion          | Ondergrond | Capaciteit |
| ----------------- | ---------- | ---------------- | ---------- | ---------- |
| AIK               | Solna      | Friends Arena    | Natuurgras | 50.000     |
| BK Häcken         | Göteborg   | Rambergsvallen   | Kunstgras  | 6.500      |
| IF Brommapojkarna | Stockholm  | Grimsta IP       | Kunstgras  | 5.000      |
| Djurgårdens IF    | Stockholm  | Stockholmsarenan | Kunstgras  | 30.000     |
| GAIS              | Göteborg   | Gamla Ullevi     | Natuurgras | 18.600     |
| Halmstads BK      | Halmstad   | Örjans Vall      | Natuurgras | 10.873     |
| Hammarby IF       | Stockholm  | Tele2 Arena      | Kunstgras  | 30.000     |
| IF Elfsborg       | Borås      | Borås Arena      | Kunstgras  | 16.899     |
| IFK Göteborg      | Göteborg   | Gamla Ullevi     | Natuurgras | 18.600     |
| IFK Norrköping    | Norrköping | Nya Parken       | Kunstgras  | 15.734     |
| IFK Värnamo       | Värnamo    | Finnvedsvallen   | Natuurgras | 5.000      |
| IK Sirius FK      | Uppsala    | Studenternas IP  | Kunstgras  | 10.000     |
| Kalmar FF         | Kalmar     | Guldfågeln Arena | Natuurgras | 12.000     |
| Malmö FF          | Malmö      | Eleda Stadion    | Natuurgras | 22.500     |
| Mjällby AIF       | Hällevik   | Strandvallen     | Natuurgras | 6.750      |
| Västerås SK       | Västerås   | Iver Arena       | Kunstgras  | 9.100      |

### Personeel en tenue
Alle teams zijn verplicht het logo van competitiesponsor Unibet op hun shirt te dragen. Ook spelen alle teams met het Allsvenskan-logo op de rechtermouw van het shirt.
| Team              | Hoofdtrainer                    | Aanvoerder          | Kledingsponsor | Hoofdsponsor        |
| ----------------- | ------------------------------- | ------------------- | -------------- | ------------------- |
| AIK               | Mikkjal Thomassen               | Alexander Milosevic | Nike           | Truecaller          |
| BK Häcken         | Joop Oosterveld                 | Simon Gustafson     | Puma           | BRA Bygg            |
| Djurgårdens IF    | Roberth Björknesjö              | Magnus Eriksson     | Adidas         | Mobill Parkering    |
| GAIS              | Fredrik Holmberg                | August Wängberg     | Select Sport   | ITS Indeship        |
| Halmstads BK      | Johan Lindholm                  | Andreas Johansson   | Puma           | Getinge             |
| Hammarby IF       | Kim Hellberg                    | Nahir Besara        | Craft          | Projob Workwear     |
| IF Brommapojkarna | Andreas Engelmark Olof Mellberg | Ludvig Fritzson     | Nike           | Bredbandsval.se     |
| IF Elfsborg       | Oscar Hiljemark                 | Johan Larsson       | Umbro          | Sparbanken Sjuhärad |
| IFK Göteborg      | Stefan Billborn                 | Oscar Wendt         | Craft          | Serneke             |
| IFK Norrköping    | Andreas Alm                     | Christoffer Nyman   | Adidas         | Holmen              |
| IFK Värnamo       | Ferran Sibila                   | Freddy Winsth       | Puma           | Liljedahl Group     |
| IK Sirius         | Christer Mattiasson             | Henrik Castegren    | Select Sport   | ByggConstruct       |
| Kalmar FF         | Stefan Larsson                  | Simon Skrabb        | Select Sport   | MultiBygg           |
| Malmö FF          | Henrik Rydström                 | Anders Christiansen | Puma           | Volkswagen          |
| Mjällby AIF       | Anders Torstensson              | Jesper Gustavsson   | Puma           | Mellby Gård         |
| Västerås SK       | Kalle Karlsson                  | Simon Johansson     | Puma           | Hygienteknik        |

### Trainerswisselingen
| Team           | Vertrekkende trainer           | Reden van vertrek                  | Datum van vertrek | Ranglijst     | Nieuwe trainer            | Datum van aanstelling |
| -------------- | ------------------------------ | ---------------------------------- | ----------------- | ------------- | ------------------------- | --------------------- |
| IFK Norrköping | Glen Riddersholm               | In overleg                         | 13 november 2023  | Voorbereiding | Andreas Alm               | 29 december 2023      |
| IFK Värnamo    | Kim Hellberg                   | Einde contract                     | 17 november 2023  | Voorbereiding | Anes Mravac               | 17 november 2023      |
| BK Häcken      | Per-Mathias Høgmo              | Vertrokken naar Urawa Red Diamonds | 15 december 2023  | Voorbereiding | Pål Arne Johansen         | 27 december 2023      |
| Hammarby IF    | Ábel Lõrincz                   | Einde interimperiode               | 14 december 2023  | Voorbereiding | Kim Hellberg              | 27 december 2023      |
| IF Elfsborg    | Jimmy Thelin                   | Vertrokken naar Aberdeen           | 3 juni 2024       | 9de           | Oscar Hiljemark           | 3 juni 2024           |
| AIK            | Henning Berg                   | Ontslag genomen                    | 14 juni 2024      | 8ste          | Mikkjal Thomassen         | 16 juli 2024          |
| IFK Göteborg   | Jens Berthel Askou             | Vertrokken naar Sparta Praag       | 15 juni 2024      | 13de          | Stefan Billborn           | 25 juni 2024          |
| Kalmar FF      | Henrik Jensen                  | Vertrokken naar Burnley            | 20 juni 2024      | 15de          | Stefan Larsson (interim)  | 25 juni 2024          |
| IFK Värnamo    | Anes Mravac                    | Ontslagen                          | 23 augustus 2024  | 14de          | Ferran Sibila             | 25 juni 2024          |
| Halmstads BK   | Magnus Haglund                 | Ontslagen                          | 27 augustus 2024  | 13de          | Johan Lindholm (interim)  | 25 juni 2024          |
| BK Häcken      | Pål Arne Johansen              | Ontslagen                          | 23 september 2024 | 9de           | Joop Oosterveld (interim) | 23 september 2024     |
| Djurgårdens IF | Kim Bergstrand Thomas Lagerlöf | Ontslagen                          | 21 oktober 2024   | 3de           | Roberth Björknesjö        | 22 oktober 2024       |

## Eindstand
| №  | Club           | WG | W  | G  | V  | DV | DT | +/– | Punten |
| -- | -------------- | -- | -- | -- | -- | -- | -- | --- | ------ |
| 1  | Malmö FF       | 30 | 19 | 8  | 3  | 67 | 25 | +42 | 65     |
| 2  | Hammarby IF    | 30 | 16 | 6  | 8  | 48 | 25 | +23 | 54     |
| 3  | AIK            | 30 | 17 | 3  | 10 | 46 | 41 | +5  | 54     |
| 4  | Djurgården     | 30 | 16 | 5  | 9  | 45 | 35 | +10 | 53     |
| 5  | Mjällby AIF    | 30 | 14 | 8  | 8  | 44 | 35 | +9  | 50     |
| 6  | GAIS           | 30 | 14 | 6  | 10 | 36 | 34 | +2  | 48     |
| 7  | IF Elfsborg    | 30 | 13 | 6  | 11 | 52 | 44 | +8  | 45     |
| 8  | BK Häcken      | 30 | 12 | 6  | 12 | 54 | 51 | +3  | 42     |
| 9  | IK Sirius FK   | 30 | 12 | 5  | 13 | 47 | 46 | +1  | 41     |
| 10 | Brommapojkarna | 30 | 8  | 10 | 12 | 46 | 53 | –7  | 34     |
| 11 | IFK Norrköping | 30 | 9  | 7  | 14 | 36 | 57 | –21 | 34     |
| 12 | Halmstads BK   | 30 | 10 | 3  | 17 | 32 | 50 | –18 | 33     |
| 13 | IFK Göteborg   | 30 | 7  | 10 | 13 | 33 | 43 | –10 | 31     |
| 14 | IFK Värnamo    | 30 | 7  | 10 | 13 | 30 | 40 | –10 | 33     |
| 15 | Kalmar FF      | 30 | 8  | 6  | 16 | 38 | 58 | –20 | 30     |
| 16 | Västerås SK    | 30 | 6  | 5  | 19 | 26 | 43 | –17 | 23     |

- Landskampioen Malmö FF plaatst zich voor de UEFA Champions League 2024/25  (eerste kwalificatieronde).
- Hammarby IF en AIK plaatsen zich voor de tweede kwalificatieronde van de UEFA Europa Conference League 2024/25.
- Kalmar FF en Västerås SK degraderen rechtstreeks naar de Superettan.
- Degerfors IF en Östers IF promoveren naar de Allsvenskan.
- IFK Värnamo speelt play-offs om promotie/degradatie tegen Landskrona BoIS, de nummer drie uit de Superettan.

### Play-offs

#### Promotie/degradatie
|                       |                               |     |                                       |                                  |
| 21 november 14:00 uur | Landskrona BoIS               | 2-2 | IFK Värnamo                           | Landskrona IP A-Plan, Landskrona |
| 21 november 14:00 uur | Dzabic 50' Fusuhene Asare 21' |     | 13' Grozdanic 86' Voelkerling Persson | Landskrona IP A-Plan, Landskrona |

|                       |                |     |                 |                         |
| 24 november 14.00 uur | IFK Värnamo    | 1-0 | Landskrona BoIS | Finnvedsvallen, Värnamo |
| 24 november 14.00 uur | Lohikangas 37' |     |                 | Finnvedsvallen, Värnamo |

## Statistieken

### Topscorers
- In onderstaand overzicht zijn alleen de spelers opgenomen met elf of meer treffers achter hun naam.

| № | Speler            | Club           | Goals | Pen. | Duels | Gem  |
| - | ----------------- | -------------- | ----- | ---- | ----- | ---- |
| 1 | Nikola Vasic      | Brommapojkarna | 17    | 0    | 29    | 0,59 |
| 2 | Isaac Thelin      | Malmö FF       | 15    | 0    | 26    | 0,58 |
| 3 | Deniz Hümmet      | Djurgården     | 14    | 1    | 30    | 0,47 |
| 4 | Ioannis Pittas    | AIK            | 14    | 0    | 30    | 0,47 |
| 5 | Dino Islamovic    | Kalmar FF      | 12    | 0    | 29    | 0,41 |
| 6 | Erik Botheim      | Malmö FF       | 12    | 1    | 30    | 0,40 |
| 7 | Christoffer Nyman | IFK Norrköping | 11    | 0    | 25    | 0,44 |
| 8 | Yousef Salech     | IK Sirius FK   | 11    | 0    | 27    | 0,41 |

### Assists
- In onderstaand overzicht zijn alleen de spelers opgenomen met acht of meer assists achter hun naam.

| № | Speler                | Club                   | Assists | Duels | Gem  |
| - | --------------------- | ---------------------- | ------- | ----- | ---- |
| 1 | Sebastian Nanasi      | Malmö FF               | 10      | 17    | 0,59 |
| 2 | Gustav Lundgren       | GAIS                   | 9       | 30    | 0,30 |
| 3 | Mikkel Rygaard Jensen | BK Häcken              | 9       | 26    | 0,35 |
| 4 | Adam Ståhl            | Djurgården Mjällby AIF | 8       | 29    | 0,28 |
| 5 | Nahir Besara          | Hammarby IF            | 8       | 28    | 0,29 |
| 6 | Vinicius              | Halmstad               | 8       | 29    | 0,28 |

### Meeste speelminuten
| Naam               | Club              | Duels | Min.  | Werd in het veld gebracht | Werd van het veld gehaald |
| ------------------ | ----------------- | ----- | ----- | ------------------------- | ------------------------- |
| Alexander Jensen   | IF Brommapojkarna | 30    | 2.700 | 0                         | 0                         |
| August Wängberg    | GAIS              | 30    | 2.693 | 0                         | 1                         |
| Gustav Lundgren    | GAIS              | 30    | 2.692 | 0                         | 1                         |
| Gustav Svensson    | IFK Göteborg      | 30    | 2.685 | 0                         | 1                         |
| Benjamin Tiedemann | AIK               | 30    | 2.655 | 0                         | 1                         |

### Scheidsrechters
| Naam                | Duels | Kreeg geel | Weggestuurd | Strafschoppen |
| ------------------- | ----- | ---------- | ----------- | ------------- |
| Mohammed Al-Hakim   | 24    | 80         | 3           | 4             |
| Frederik Klitte     | 24    | 91         | 1           | 7             |
| Adam Ladebäck       | 24    | 72         | 1           | 3             |
| Oscar Johnson       | 23    | 91         | 1           | 3             |
| Kristoffer Karlsson | 22    | 69         | 4           | 3             |
| Victor Wolf         | 22    | 81         | 0           | 3             |
| Joakim Östling      | 22    | 90         | 1           | 2             |
| Granit Maqedonci    | 21    | 39         | 1           | 2             |
| Richard Sundell     | 21    | 59         | 1           | 2             |
| Glenn Nyberg        | 14    | 41         | 4           | 1             |
| Adi Aganovic        | 13    | 41         | 2           | 4             |
| Tess Olofsson       | 7     | 21         | 0           | 1             |
| Erik Mattsson       | 2     | 9          | 0           | 1             |
| Farouk Nehdi        | 1     | 6          | 1           | 0             |
| Totaal              | 240   | 790        | 20          | 36            |

### Nederlanders
Onderstaande Nederlandse voetballers kwamen in het seizoen 2024 uit in de Allsvenskan.
| Naam                | Club        | Duels | Goals |
| ------------------- | ----------- | ----- | ----- |
| / Shaquille Pinas   | Hammarby IF | 28    | 4     |
| Chovanie Amatkarijo | GAIS        | 25    | 1     |
| / Warner Hahn       | Hammarby IF | 15    | 0     |
| Floris Smand        | Västerås SK | 6     | 0     |

## Kampioensteam Malmö FF
Bijgaand een overzicht van de spelers van Malmö FF, die in het seizoen 2024 onder leiding van trainer-coach Henrik Rydstrom voor de 24ste keer de titel opeisten in de hoogste afdeling van het Zweedse voetbal.
| Naam                      | Wedstrijden | Doelpunten | Assist | Gele kaart | Rode kaart |        |
| Keeper                    | Keeper      | Keeper     | Keeper | Keeper     | Keeper     | Keeper |
| ------------------------- | ----------- | ---------- | ------ | ---------- | ---------- | ------ |
| Johan Dahlin              | 20          | 0          | 0      | 3          | 0          |        |
| Ricardo Friedrich         | 10          | 0          | 0      | 0          | 0          |        |
| Verdedigers               |             |            |        |            |            |        |
| Busanello                 | 26          | 1          | 6      | 5          | 0          |        |
| Pontus Jansson            | 26          | 1          | 1      | 2          | 0          |        |
| Jens Stryger Larsen       | 24          | 0          | 3      | 4          | 0          |        |
| Martin Olsson             | 15          | 0          | 0      | 1          | 0          |        |
| Nils Zätterström          | 14          | 2          | 0      | 1          | 0          |        |
| Derek Cornelius           | 12          | 2          | 1      | 1          | 0          |        |
| Colin Rösler              | 11          | 0          | 1      | 1          | 0          |        |
| Elison Makolli            | 11          | 0          | 0      | 1          | 0          |        |
| Anton Tinnerholm          | 3           | 0          | 0      | 1          | 0          |        |
| Niklas Moisander          | 2           | 0          | 1      | 1          | 0          |        |
| Middenvelders             |             |            |        |            |            |        |
| Lasse Berg Johnsen        | 28          | 2          | 7      | 4          | 0          |        |
| Taha Ali                  | 28          | 1          | 7      | 4          | 0          |        |
| Otto Rosengren            | 26          | 1          | 0      | 5          | 0          |        |
| Hugo Bolin                | 25          | 10         | 3      | 1          | 0          |        |
| Sergio Peña               | 21          | 1          | 2      | 4          | 0          |        |
| Søren Rieks               | 20          | 3          | 1      | 4          | 0          |        |
| Anders Christiansen       | 19          | 5          | 1      | 4          | 0          |        |
| Sabastian Nanasi          | 17          | 6          | 10     | 1          | 0          |        |
| Oliver Berg               | 17          | 0          | 4      | 0          | 0          |        |
| Sebastian Jörgensen       | 15          | 1          | 1      | 0          | 0          |        |
| Adrian Skogmar            | 8           | 0          | 0      | 1          | 0          |        |
| Zakaria Loukili           | 6           | 0          | 0      | 1          | 0          |        |
| Sead Haksabanovic         | 3           | 0          | 0      | 0          | 0          |        |
| Stefano Holmquist Vecchia | 2           | 1          | 0      | 0          | 0          |        |
| Oscar Lewicki             | 2           | 0          | 0      | 0          | 0          |        |
| Kenan Busuladzic          | 1           | 0          | 0      | 0          | 0          |        |
| Aanvallers                |             |            |        |            |            |        |
| Erik Botheim              | 30          | 12         | 6      | 1          | 0          |        |
| Isaac Thelin              | 26          | 15         | 4      | 3          | 0          |        |
| Daníel Gudjohnsen         | 1           | 0          | 0      | 0          | 0          |        |